# Nominalgut
Nominalgut ist in der Wirtschaftswissenschaft ein Wirtschaftsgut, das entweder Geld oder einen in Geld ausgedrückten Nennwert darstellt. Gegensatz ist das Realgut.

## Allgemeines
Knappe Güter werden als Wirtschaftsgüter bezeichnet und in zwei Gruppen unterteilt, und zwar in Realgüter und Nominalgüter. Die Interdependenz und Interaktion von beiden Güterarten zeigt sich beim Autokauf, denn das Realgut Auto wird mit dem Nominalgut Geld als Gegenleistung bezahlt. In einer Geldwirtschaft werden im Regelfall nicht Realgüter untereinander ausgetauscht (etwa die Arbeitsleistungen eines Arbeitnehmers gegen Produkte des Arbeitgebers), sondern Realgüter werden gegen das allgemeinste Wirtschaftsgut, das Nominalgut, getauscht. Ein Wirtschaftsgut liegt vor, wenn technische Eignung, Vorhandensein, Verfügbarkeit, Übertragbarkeit, relative Knappheit und ökonomische Eignung erfüllt sind. Nominalgüter sind Bestandteile der Finanzwirtschaft und des Finanzwesens.

## Arten
Nominalgüter sind durch einen in Geld ausgedrückten Nennwert gekennzeichnet und stellen entweder selbst Geld oder einen in Geld ausgedrückten Nennwert dar. Hierzu gehören Kapital, Geld und Geldersatzmittel (Kreditkarte, Guthabenkarte, Reisescheck, Scheck, Wechsel, im weiteren Sinne auch Wertmarken, Briefmarken, Gutscheine, Schuldscheine oder Kreditbriefe), Sorten, Devisen und Wertpapiere. Neben diesen originären Nominalgütern erwähnt Erich Kosiol noch die abgeleiteten Nominalgüter der Forderungen und Verbindlichkeiten, wobei letztere als „negative Nominalgüter“ gelten.

## Rechnungswesen
Im Rechnungswesen werden nur wirtschaftlich relevante Aktivitäten erfasst, die Realgüter- oder Nominalgüterbewegungen auslösen. Unternehmen wandeln Nominalgüter in Realgüter (Sachinvestitionen, immaterielle Investitionen) oder in Nominalgüter anderer Art (Finanzinvestitionen) um. In der Bilanz finden sich Nominalgüter nach § 266 Abs. 2 HGB im Umlaufvermögen (etwa Kassenbestand, Bundesbankguthaben, Guthaben bei Kreditinstituten und Schecks, Wertpapiere oder Forderungen).